# Morgan Gould
Morgan Gould (Johannesburg, 23 marzo 1983) è un ex calciatore sudafricano, di ruolo difensore.